# البیون (کالیفرنیا)
البیون، کالیفرنیا (به انگلیسی: Albion, California) یک منطقهٔ مسکونی در ایالات متحده آمریکا است که در کالیفرنیا واقع شده‌است.

## خصوصیات
البیون ۴٫۷۹۹ کیلومترمربع مساحت و ۱۶۸ نفر جمعیت دارد و ۵۳ متر بالاتر از سطح دریا واقع شده‌است.